# 総門通り

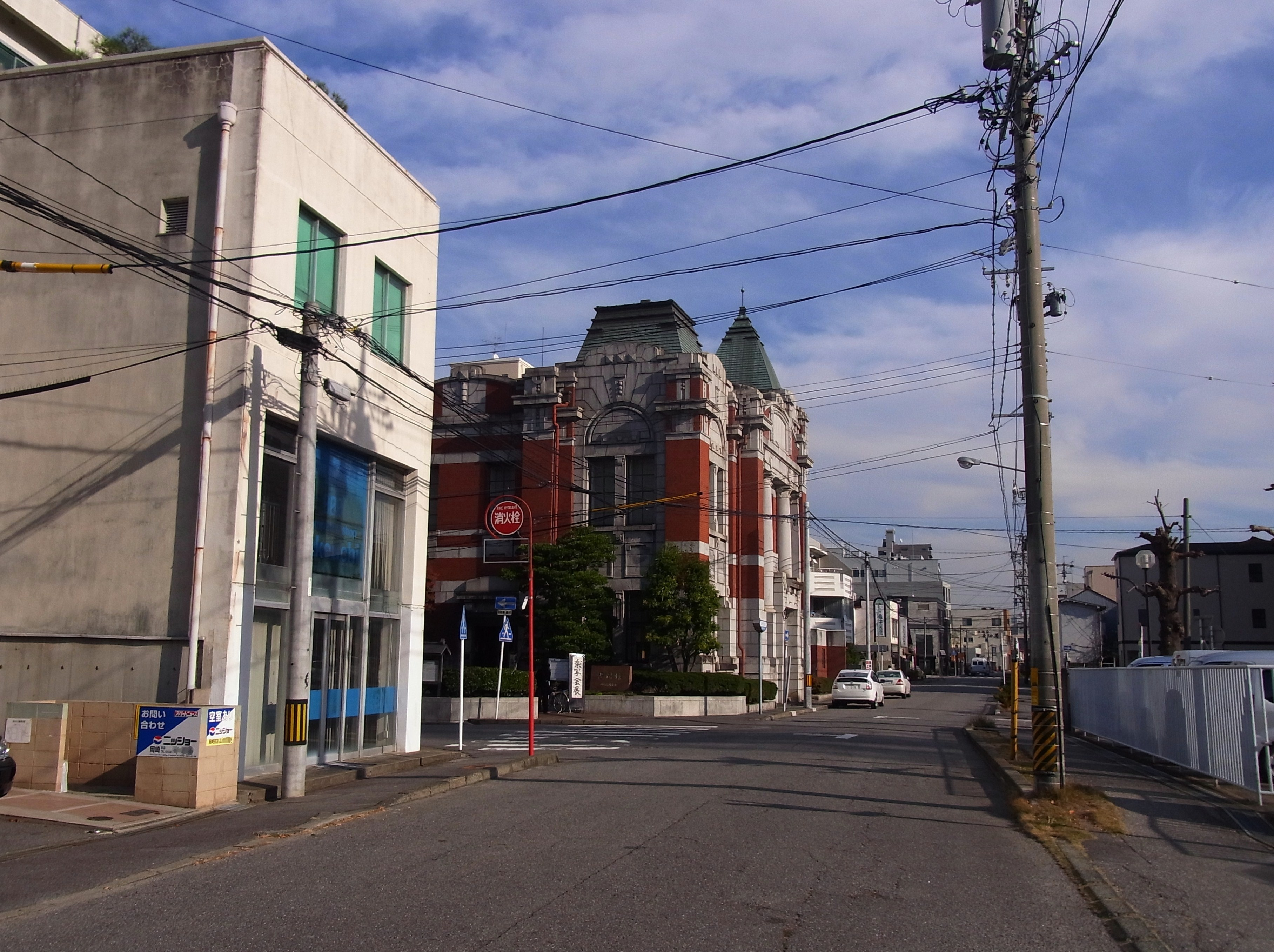
総門通り（籠田町、伝馬通1丁目）
中央に見える建物は岡崎信用金庫資料館

総門通り（そうもんどおり）とは、愛知県岡崎市康生通西1丁目から同市伝馬通1丁目までを東西に通る約450メートルの道路の通称名である。うち一部区間は「岡崎城下二十七曲り」に含まれている。

## 概要

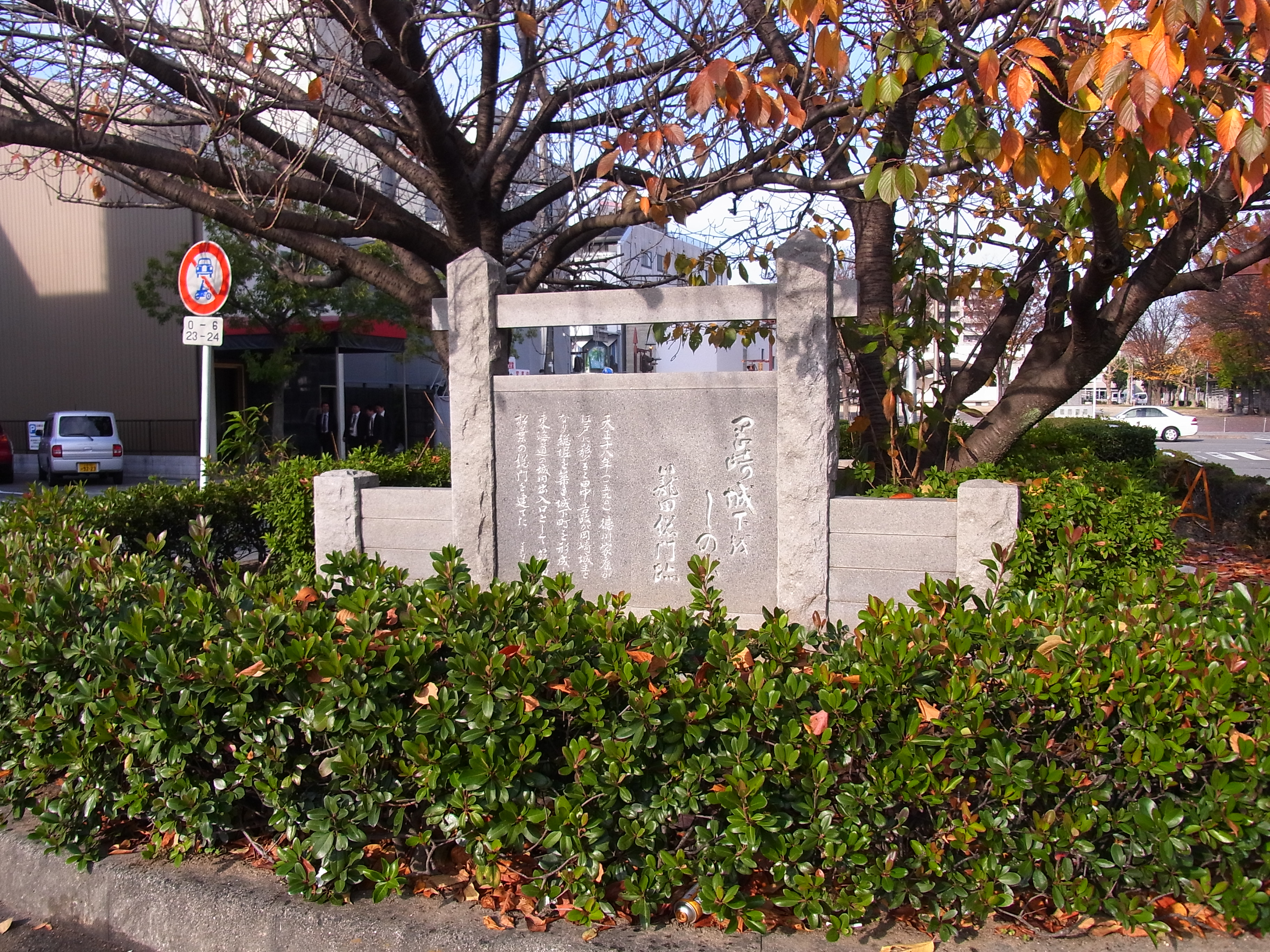
籠田総門の碑

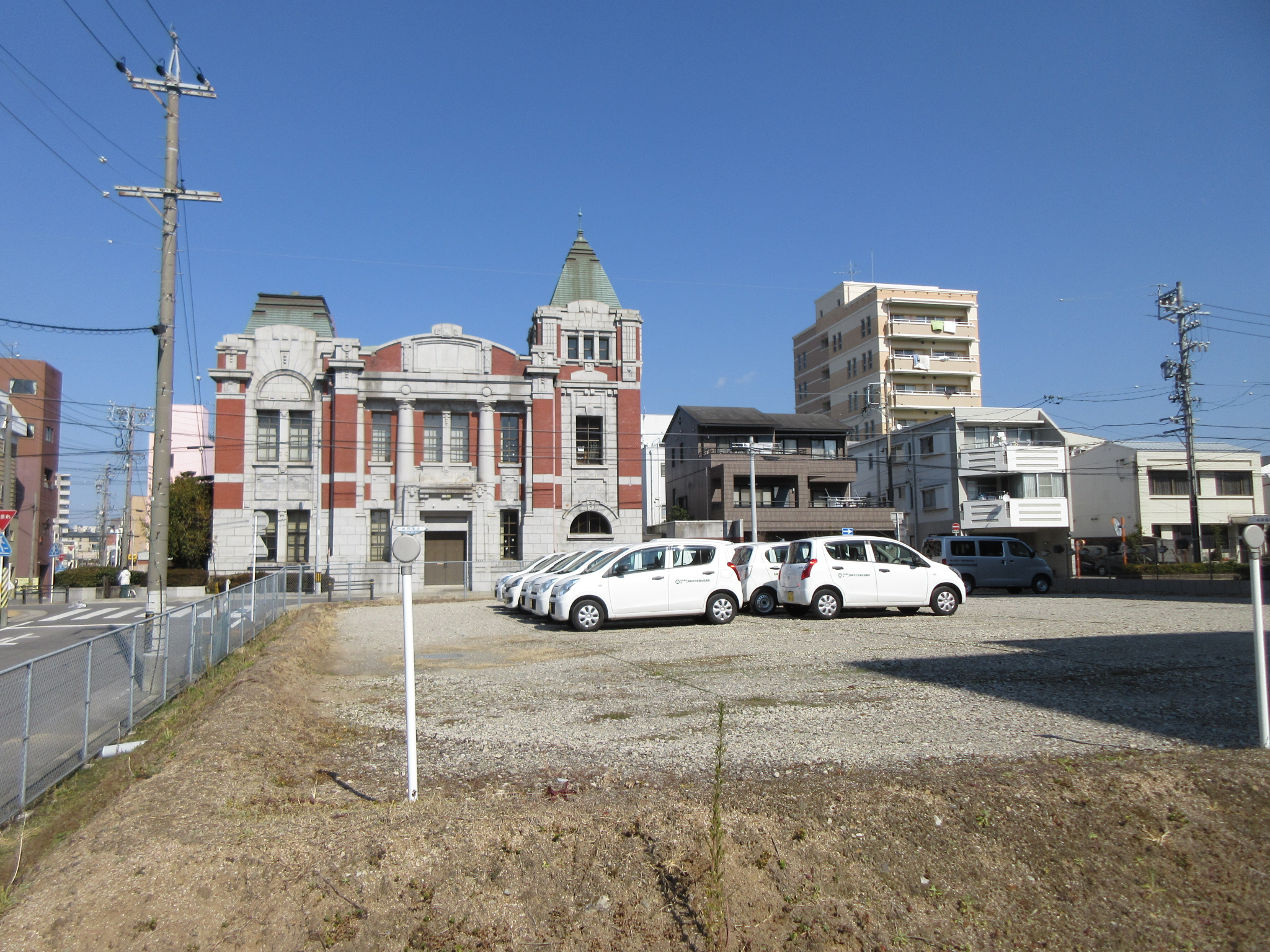
御馳走屋敷跡地

通りの名は籠田総門に由来する道路愛称である。籠田町の中央緑道との交差点に籠田総門跡の碑が建てられている。この場所にはかつて岡崎城の籠田総門があった。現在は碑があるのみで籠田総門はない。
総門通りの東端の交差点角の歩道上には道標がある。この道標は明治2年のもので、「きらみち」「西京いせ道」「東京みち」と刻まれている。六地蔵坂が南北に通っており、「吉良道」はここを南下する。

### 籠田総門
籠田総門は江戸時代に岡崎城総曲輪の東側出入口に設けられた総門である。水野忠善が岡崎城の城主だった1654年（承応3年）に岡崎城の西側の松葉総門とともに建てられた。籠田町にあったので「籠田総門」と呼ばれた。総門には番所も併置され、東海道（「岡崎城下二十七曲り」）を東からやってきて籠田総門を通行しようとする者はここで改めを受けた。1658年（万治元年）の大火や1670年（寛文10年）の大火では焼失しているが、大火後には新たに建て直された。また南側の総持尼寺の稲荷山を切り取って枡形を設置した。

### 御馳走屋敷
江戸時代、岡崎宿の中心であった伝馬町には岡崎藩の迎賓館、御馳走屋敷があった。幕府はここで公式に朝鮮通信使を迎えたとされている。1826年（文政9年）の「家順間口書」によると間口が15間以上もある立派なものであった。勅使や宮様、御三家、老中、所司代、お茶壷、朝鮮通信使などの高位高官の一行が岡崎宿を利用する際の接待には、岡崎藩から家老がこの屋敷に出向き丁重に挨拶したという。
岡崎信用金庫資料館南側の御馳走屋敷の地には長く「伝馬公設市場」が建っていたが、2007年（平成19年）に閉鎖。建物は取り壊され、現在、跡地は岡崎市社会福祉協議会の駐車場として使用されている。

## 交通

### 交通規制
- 全線にわたり、自動車･原付は西から東への一方通行規制。
- 一方通行の道路だが道路幅員が広い。そのため駐車する自動車が発生しやすいが駐車禁止である。

## 接続する路線
- 本町通り（岡崎市：愛知県道39号岡崎足助線の一部）
- 中央緑道（岡崎市）
- 吉良道（西尾市、岡崎市：いくつかある吉良道のうち岡崎城下からのルート）

## 沿線・周辺
- 岡崎市社会福祉協議会サービスセンター
- 岡崎康生郵便局
- 岡崎信用金庫資料館（旧岡崎商工会議所）